# 林秋金
林秋金（1866年—1937年），以字行，名維品，號維修。臺灣臺中大里人，曾為當地首富。當地人稱「秋櫃長」或「秋家長」，其住宅兼店鋪慶源堂的洋樓，是臺灣日治時期大里杙最高最豪華的建築。

## 生平
林秋金出生於清同治五年（1866年），年輕時曾擔任過霧峰林家的總管。自立門戶後，先是經營布店，日治時期明治年間從事米穀中盤商，並在大里杙創設「慶源堂」商號。大正十四年（1925年），曾捐款協助重修大里杙福興宮。
六十大壽時，他將子孫祝壽費用再加上捐款，用來在龍船埤上建「花甲橋」。七十大壽時，又同樣捐款在樹王圳上興建了「古稀橋」。